# Carhampton
Carhampton est un village et une paroisse civile du Somerset, en Angleterre. Il est situé dans l'ouest du comté, à 6 km à l'est de la ville de Minehead. Au recensement de 2011, il comptait 865 habitants.
L'église paroissiale de Carhampton, dédiée à Jean le Baptiste, est un édifice gothique perpendiculaire qui remonte au XVe siècle, avec d'importants travaux de restauration entrepris au XIXe siècle. Elle est monument classé de grade I depuis 1969.

## Étymologie
Le nom Carhampton provient du vieil anglais carr « rocher », décliné au datif pluriel carrum, avec le suffixe tūn qui fait référence à une ferme. Il désigne donc une ferme située près d'un endroit rocailleux. Ce nom est attesté sous la forme Carrum dans la Chronique anglo-saxonne, au Xe siècle, puis Carentone dans le Domesday Book, à la fin du XIe siècle.

## Histoire
La colline fortifiée de Bat's Castle (en) remonte à l'âge du fer britannique.
En 836, le roi du Wessex Ecgberht affronte les Vikings à Carhampton. La Chronique anglo-saxonne ne rapporte pas l'issue de l'affrontement et se contente d'indiquer que les Vikings restent maîtres du champ de bataille, ce qui suggère qu'Ecgberht est vaincu ou du moins incapable de les repousser à la mer.

## Transports
Carhampton est situé sur la route A39 (en) qui relie Bath à Falmouth, en Cornouailles.